# Nicola Rotunno
Nicola Rotunno (* 1. Dezember 1928 in Stigliano, Provinz Matera; † 8. Februar 1999) war ein italienischer Geistlicher, römisch-katholischer Erzbischof und Diplomat des Heiligen Stuhls.

## Leben
Rotunno empfing am 25. Juli 1951 die Priesterweihe. 1955 trat er in die Päpstliche Diplomatenakademie ein.
Papst Paul VI. ernannte ihn am 29. Juni 1974 zum Titularerzbischof von Minora und Apostolischen Nuntius in Burundi sowie Ruanda. Der Papst persönlich spendete ihm am 30. Juni 1974 im Petersdom die Bischofsweihe. Mitkonsekratoren waren Giovanni Benelli, Substitut im Staatssekretariat, und Duraisamy Simon Lourdusamy, Offizial der Kongregation für die Evangelisierung der Völker.
Am 13. April 1978 wurde er vom Papst zum Apostolischen Pro-Nuntius in Sri Lanka ernannt. Die sri-lankische Regierung war unglücklich darüber, dass Rotunno mit der tamilischen Bevölkerung Sri Lankas sympathisierte. Er stieß auch auf Widerstand des Jesuiten Aloysius Pieris, als er versuchte, dessen Beziehung zur buddhistischen Gemeinschaft zu untersuchen.  Am 30. August 1983 ernannte Papst Johannes Paul II. ihn zum Apostolischen Pro-Nuntius in Syrien und am 8. Dezember 1987 zum Offizial des Staatssekretariats. Am 27. Februar 1988 wurde er zum Bischof von Sabina-Poggio Mirteto mit dem persönlichen Titel eines Erzbischofs ernannt. Am 30. Juli 1992 nahm der Papst seinen Rücktritt als Bischof an.